# Eupodauchenius luteocruciatus
Sous-famille
Genre
Espèce
Synonymes
- Selenca luteocruciata Loman, 1910
- Eupodauchenius marginatus Roewer, 1912

Eupodauchenius luteocruciatus, unique représentant du genre Eupodauchenius et de la sous-famille des Eupodaucheniinae, est une espèce d'opilions laniatores de la famille des Assamiidae.

## Distribution
Cette espèce se rencontre au Cameroun, en Guinée équatoriale, au Gabon et en Côte d'Ivoire.

## Description
Le syntype mesure 5 mm.

## Systématique et taxinomie
Cette espèce a été décrite sous le protonyme Selenca luteocruciata par Loman en 1910. Elle est placée dans le genre Eupodauchenius par Roewer en 1912.

## Publications originales
- Loman, 1910 : « Opilioniden des naturhistorischen Museums in Wiesbaden. » Jahrbücher des Nassauischen Vereins für Naturkunde, vol. 63, p. 2–7 (texte intégral).
- Roewer, 1912 : « Die Familien der Assamiiden und Phalangodiden der Opiliones-Laniatores. (= Assamiden, Dampetriden, Phalangodiden, Epedaniden, Biantiden, Zalmoxiden, Samoiden, Palpipediden anderer Autoren). » Archiv für Naturgeschichte, sér. A, vol. 78, no 3, p. 1–242 (texte intégral).
- Roewer, 1935 : « Alte und neue Assamiidae. Weitere Weberknechte VIII (8. Ergänzung der "Weberknechte der Erde" 1923). » Veröffentlichungen aus dem Deutschen Kolonial- und Übersee-Museum in Bremen, vol. 1, no 3, p. 1–168.